# Lijst van voetbalinterlands Servië en Montenegro - Slowakije
Deze lijst van voetbalinterlands is een overzicht van alle officiële voetbalwedstrijden tussen de nationale teams van Servië en Montenegro en Slowakije. De landen speelden een keer tegen elkaar: een vriendschappelijk duel, dat werd gespeeld op 11 juli 2004 in Fukuoka (Japan).

## Wedstrijden
| № | Plaats  | Datum        | Competitie        | Wedstrijd                        | Uitslag |
| - | ------- | ------------ | ----------------- | -------------------------------- | ------- |
| 1 | Fukuoka | 11 juli 2004 | Vriendschappelijk | Servië en Montenegro – Slowakije | 2 – 0   |

## Samenvatting
| Competitie        | Totaal gespeeld | Winst Servië en M. | Gelijk | Winst Slowakije | Doelsaldo Servië en M. – Slowakije |
| ----------------- | --------------- | ------------------ | ------ | --------------- | ---------------------------------- |
| Vriendschappelijk | 1               | 1                  | 0      | 0               | 2 − 0                              |
| Totaal            | 1               | 1                  | 0      | 0               | 2 − 0                              |

## Details

### Eerste ontmoeting
| Vriendschappelijk (Fukuoka, Japan, 11 juli 2004): |              | |
| Servië en Montenegro | 2 – 0        | Slowakije |
| Savo Milošević 6' Nenad Jestrović 90' | goals        | |
| Ilija Petković | bondscoach   | Dušan Galis |
| Dragoslav Jevrić Milan Dudić Dušan Petković Đorđe Jokić Aleksandar Pantić Bojan Neziri 46' Dragan Mladenović 70' Saša Ilić 87' Miloš Marić 80' Savo Milošević 60' Danko Lazović 75' | opstellingen | Kamil Čontofalský Martin Poljovka Martin Škrtel Dušan Sninský 55' Ján Ďurica 73' Peter Babnič Balázs Borbély Igor Žofčák Marek Čech Mário Breška Ľubomír Reiter |
| Dragan Šarac 46' Nenad Jestrović 60' Bojan Zajić 70' Miloš Kolaković 75' Jovan Markoski 80' Simon Vukčević 87'                                                                      | wissels      | 55' Ivan Belák 73' Peter Kiška |
| | gele kaarten | 58' Martin Škrtel 68' Igor Žofčák |
| - Debuut van Đorđe Jokić, Simon Vukčević, Miloš Marić, Bojan Zajić, Bojan Neziri en Aleksandar Pantić voor Servië en Montenegro.                                                    |              | |